# Leliefamilie
De leliefamilie (Liliaceae) is een familie uit de orde Liliales. De familie heeft een bewogen taxonomische geschiedenis: de omschrijving van de familie heeft in de loop van de tijd sterk gevarieerd.
In het APG II-systeem (2003) omvat de familie ruim 600 soorten. Het zijn overblijvende kruiden met wortelstokken, bollen of wortelknollen. Het bloemdek bestaat uit twee kransen van drie bladen. Er zijn evenveel meeldraden als bloemdekbladen. Het vruchtbeginsel is bovenstandig en driehokkig. De vrucht is meestal een doosvrucht, maar kan ook een bes zijn.

## Lijst van geslachten
(volgens de APWebsite, 4 mei 2020)
- Amana Honda
- Calochortus Pursh
- Cardiocrinum (Endl.) Lindl.
- Clintonia Raf.
- Erythronium L.
- Fritillaria L.
- Gagea Salisb.
- Lilium L.
- Medeola L.
- Notholirion Voigt & Boiss.
- Prosartes D.Don
- Scoliopus Torr.
- Streptopus Michx.
- Tricyrtis Wall.
- Tulipa L.